# Liste der Kulturdenkmäler in Hangen-Weisheim
In der Liste der Kulturdenkmäler in Hangen-Weisheim sind alle Kulturdenkmäler der rheinland-pfälzischen Ortsgemeinde Hangen-Weisheim aufgeführt. Grundlage ist die Denkmalliste des Landes Rheinland-Pfalz (Stand: 25. März 2025).

## Einzeldenkmäler
| Bezeichnung              | Lage                         | Baujahr                           | Beschreibung | Bild                           |
| ------------------------ | ---------------------------- | --------------------------------- | --- | ------------------------------ |
| Hofanlage                | Johanniterhofstraße 1/3 Lage | erste Hälfte des 18. Jahrhunderts | Hofanlage; zwei barocke Fachwerkhäuser, teilweise massiv, erste Hälfte des 18. Jahrhunderts                                                                           | BW                             |
| Evangelischer Pfarrhof   | Kirchgasse 13/15 Lage        | 18. Jahrhundert                   | eingeschossiger spätbarocker Mansardwalmdachbau, Mitte des 18. Jahrhunderts, barocke Scheune mit Kelterhaus, bezeichnet 1729                                          | Fotos hochladen                |
| Evangelische Pfarrkirche | Kirchgasse 17 Lage           | 12. oder 13. Jahrhundert          | Westturm und Langhausnordwand spätromanisch; 1434 spätgotischer Chor, nach Brand 1689 vereinfachte Wiederherstellung 1725; auf dem Friedhof: Grabsteine, 1880er Jahre | weitere Bilder Fotos hochladen |
| Wohnhaus                 | Obergasse 11 Lage            | erste Hälfte des 18. Jahrhunderts | barockes Wohnhaus, teilweise Fachwerk, erste Hälfte des 18. Jahrhunderts, Überdachung der Toranlage aus dem 19. Jahrhundert                                           | BW                             |